# Норт-Персолл (Техас)
Норт-Персолл (англ. North Pearsall) — переписна місцевість (CDP) в США, в окрузі Фріо штату Техас. Населення — 739 осіб (2020).

## Географія
Норт-Персолл розташований за координатами 28°55′22″ пн. ш. 99°5′40″ зх. д. / 28.92278° пн. ш. 99.09444° зх. д. (28.922737, -99.094413).  За даними Бюро перепису населення США в 2010 році переписна місцевість мала площу 3,93 км², уся площа — суходіл.

## Демографія
Згідно з переписом 2010 року, у переписній місцевості мешкало 614 осіб у 196 домогосподарствах у складі 151 родини. Густота населення становила 156 осіб/км².  Було 208 помешкань (53/км²).
Расовий склад населення:
| - 85,3 % — білих - 0,3 % — чорних або афроамериканців - 12,4 % — осіб інших рас |

До двох чи більше рас належало 2,0 %. Частка іспаномовних становила 84,2 % від усіх жителів.
За віковим діапазоном населення розподілялося таким чином: 30,8 % — особи молодші 18 років, 62,2 % — особи у віці 18—64 років, 7,0 % — особи у віці 65 років та старші. Медіана віку мешканця становила 34,3 року. На 100 осіб жіночої статі у переписній місцевості припадало 102,0 чоловіків;  на 100 жінок у віці від 18 років та старших — 99,5 чоловіків також старших 18 років.
Середній дохід на одне домашнє господарство  становив 47 585 доларів США (медіана — 40 521), а середній дохід на одну сім'ю — 47 046 доларів (медіана — 30 167). За межею бідності перебувало 17,1 % осіб, у тому числі 21,9 % дітей у віці до 18 років та 25,9 % осіб у віці 65 років та старших.
Цивільне працевлаштоване населення становило 483 особи. Основні галузі зайнятості: будівництво — 19,9 %, освіта, охорона здоров'я та соціальна допомога — 18,8 %, публічна адміністрація — 18,0 %.